# John Fagg (1er baronnet)
Sir John Fagg, 1er baronnet (4 octobre 1627-18 janvier 1701) est un homme politique anglais qui siège à la Chambre des communes d'Angleterre à divers moments entre 1645 et 1701. Pendant la guerre civile, il combat du côté parlementaire en tant que colonel dans la New Model Army.

## Biographie
Il est le fils de John Fagg de Rye, dans le Sussex, et de sa femme Elizabeth Hudson (ou Hodgson) . Il fait ses études au Emmanuel College de Cambridge, puis entre à Gray's Inn.
Il siège comme député de Rye au Long Parlement de 1645 à 1653 . En 1649, il achète le manoir de Wiston à John Tufton (2e comte de Thanet) . De 1654 à 1659, il est député du Sussex dans les premier, deuxième et troisième parlements de protectorat.
En 1660, il représente Steyning au Parlement de la Convention, le parlement qui prend les dispositions pour la restauration de 1660. Lorsque cela s'est produit, Fagg est gracié pour ses activités pendant la guerre civile et l'interrègne, et le 11 décembre de la même année, il est créé baronnet de Wiston dans le comté de Sussex .
Il représente Steyning tout au long du Parlement cavalier de 1661 à 1679 et siège jusqu'à sa mort en 1701 . En 1681, il est également réélu pour le Sussex, mais le parlement qui est connu sous le nom de Parlement d'Oxford ne dure que quelques jours et est dissous avant qu'il ait choisi la circonscription à représenter.
En 1675, il est au centre d'une intense tempête concernant le privilège parlementaire, lorsqu'un Dr Thomas Shirley cherche à intenter une action contre lui à la Chambre des lords concernant une affaire de propriété. Le 4 novembre 1675, les Lords décident de fixer au 20 novembre la date d'audience. Cinq jours plus tard, en réponse, les Communes décident que l'action porte atteinte à leur privilège et que Fagg ne doit pas le défendre. Le 17 novembre, les Lords nomment trois avocats pour plaider la cause de Shirley. Le 18, la Chambre des communes résolut de demander une conférence avec les Lords «pour éviter les occasions de raviver les divergences entre les deux chambres», et un comité est nommé à cet effet. Les Lords acceptent l'invitation. Le 20 novembre, les Communes ordonnent que Shirley soit placé en garde à vue par le sergent d'armes, pour violation de leur privilège, et ordonne également la publication d'avis avertissant d'une action en justice contre quiconque plaiderait le cas de Shirley. Ce jour-là, Shirley comparait en personne aux Lords, avec Richard Wallop, l'un de ses avocats, qui demande à être excusé, mais les Lords ordonnent à Wallop de représenter Shirley, l'audience étant différée jusqu'au 22. Plus tard dans la journée, une motion des Lords tendant à prier le roi de résoudre le problème en dissolvant le Parlement est rejetée par deux voix, 48 pour et 50 contre. Cependant, deux jours plus tard, à la date fixée pour la nouvelle audience, le roi proroge les deux chambres du Parlement pendant plusieurs mois, afin de mettre un terme au différend ,.
Dans les années 1690, Fagg élève des taureaux pour le marché de Londres dans la ferme familiale du manoir de Wiston . Daniel Defoe a rendu visite à Fagg à Wiston en 1697, comme en témoigne sa tournée à travers l'Angleterre et le Pays de Galles publiée en 1720 .
Fagg est décédé le 18 janvier 1701, à l'âge de 73 ans . Au moment de sa mort, il est doyen de la Chambre des communes.

## Famille
Il épouse tout d'abord Mary Morley et a avec elle seize enfants, dont seulement cinq ont vécu assez longtemps pour se marier . Après sa mort, il se remarie à Anne, fille de Philip Weston de Newbury dans le Berkshire et veuve de Thomas Henshaw de Billingshurst dans le Sussex. Son fils Sir Robert Fagge, 2e baronnet, lui succède.
Fagg est une connaissance de William Penn  et était peut-être un parent éloigné . Vers 1702, une grande partie des terres non développées appartenant à la famille Penn dans le comté de Chester, en Pennsylvanie, est nommée Faggs Manor en son honneur . Le hameau de Faggs Manor, Pennsylvanie porte toujours le nom.